# Cmentarz żydowski w Jaraczewie
Cmentarz żydowski w Jaraczewie – kirkut służący niegdyś żydowskiej społeczności Jaraczewa. Nie wiadomo kiedy dokładnie powstał. Miał powierzchnię 0,13 ha. Został zniszczony podczas II wojny światowej. Obecnie jest nieogrodzony i nie zachowały się na nim żadne nagrobki.